# República Albanesa
A República albanesa era a Albânia, tal como consagrado na Constituição de 1925. A Albânia tornou-se um protetorado de facto do Reino da Itália, após a assinatura dos Tratados de Tirana de 1926 e 1927. A Albânia foi posteriormente declarada uma monarquia constitucional em 1928. Após o seu início, a República estava sob forte influência do Reino da Itália que exigiu que os dois estados se aliassem em 1925. Isso foi feito em grande parte para aumentar a influência da Itália nos Balcãs, mas também ajudou a segurança dos interesses albaneses e italianos contra a Grécia, para o qual ambos os países tinham rixas territoriais.

## Abolição do Principado
Depois de derrotar o governo de Fan Noli, Ahmet Zogu chamou o parlamento, a fim de encontrar uma solução para o Principado da Albânia. O parlamento rapidamente adotou uma nova constituição, proclamou a Albânia uma república, e concedeu poderes ditadoriais a Zogu, que lhe permitiam nomear e demitir ministros, a legislação de veto, e a nomeação de todo o principal pessoal administrativo e um terço do Senado. A Constituição previa uma república parlamentar com um poderoso presidente no cargo de chefe de Estado e de Governo. Ahmet Zogu foi eleito presidente para um mandato de sete anos pela Assembleia Nacional, antes da sua proclamação como Rei dos albaneses. Zogu mantinha boas relações com o regime fascista de Benito Mussolini na Itália e apoiou a política externa da Itália. Foi o único albanês a manter o título de presidente até 1991. Em 31 de janeiro, Zogu foi eleito presidente para um mandato de sete anos. Os partidos da oposição e as liberdades civis desapareceram, os opositores do regime foram assassinados, e a imprensa sofreu censura rigorosa. Zogu governou a Albânia com quatro governadores militares responsáveis somente a ele. Nomeou chefes de clãs como oficiais da reserva do exército, que foram mantidos na chamada para proteger o regime contra ameaças internas ou externas.

## Penetração Italiana
No retorno para ajudar invasão Zogu, a Iugoslávia esperava recompensa sob a forma de territórios e influência em Tirana. É certo que Zogu prometeu concessões de fronteiras a Belgrado antes da invasão, mas uma vez no poder o líder albanês continuou a pressionar próprias reivindicações territoriais da Albânia. Em 30 de julho de 1925, as duas nações assinaram um acordo de devolução do Mosteiro de São Naum no lago Ohrid e outras zonas fronteiriças contestadas pela Iugoslávia. O grande país, no entanto, nunca colheu os dividendos que esperava quando investiu em Zogu. Ele evitou Belgrado e aliou a Albânia com a Itália por proteção. Os defensores da expansão territorial na Itália ganharam força em outubro de 1922, quando Benito Mussolini tomou o poder em Roma. Seus adeptos fascistas empreenderam um programa ousado que visava estabelecer um novo Império Romano na região do Mediterrâneo, que seria rival da Grã-Bretanha e da França. Musssolini via a Albânia como um ponto de apoio nos Balcãs, e antes da guerra as grandes potências em vigor reconheceram um protetorado italiano sobre a Albânia. Em maio de 1925, a Itália começou uma penetração na vida nacional da Albânia que culminaria, quatorze anos mais tarde, na sua ocupação e anexação. O primeiro grande passo foi um acordo entre Roma e Tirana, que permitiu que a Itália explorasse os recursos minerais da Albânia. Logo o Parlamento da Albânia concordou em permitir a fundação do Banco Nacional Albanês, que funcionaria como o tesouro nacional da Albânia, embora a sua sede principal fosse em Roma e os bancos italianos o controlassem efetivamente. Os albaneses também concederam as companhias de navegação italianas um monopólio sobre transporte de mercadorias e de passageiros da Albânia. No final de 1925, a Sociedade para o Desenvolvimento Económico da Albânia começou a emprestar os fundos do governo albanês às altas taxas de juros para o transporte, agricultura, e projetos de obras públicas, incluindo o palácio de Zogu. No final, os empréstimos acabaram sendo subsídios. Em meados de 1926, a Itália começou a trabalhar para alargar a sua influência política na Albânia, pedindo o reconhecimento de interesse especial em Roma, a Albânia começou a aceitar instrutores italianos no exército e na polícia. Zogu resistiu até que uma revolta nas montanhas do norte pressionaram o líder albanês a celebrar o Primeiro Tratado de Tirana com os italianos, em Novembro de 1926. No tratado, ambos os estados concordaram em não celebrar quaisquer acordos com quaisquer outros estados prejudiciais para seus interesses mútuos. O acordo, de fato, garantiu a posição política de Zogu na Albânia, bem como as fronteiras do país. Em novembro de 1927, a Albânia e a Itália entraram em uma aliança defensiva, o Segundo Tratado de Tirana, que trouxe um general italiano e cerca de quarenta oficiais para treinar o exército albanês. Peritos militares italianos logo começaram a instruir os grupos de jovens paramilitares. Tirana também permitiu o acesso da marinha italiana para o porto de Fier, e os albaneses receberam grandes entregas de armamento da Itália.

## Ver Também
- Reino da Albânia
- Zog da Albânia